# 北京首都国際空港ターミナル3ピープル・ムーバー
北京首都国際空港ターミナル3ピープル・ムーバー（ペキンしゅとこくさいくうこうターミナル3ピープルムーバー、英: Beijing Capital International Airport Terminal 3 People mover）は、中華人民共和国北京市朝陽区にある北京首都国際空港にて運行されているAutomated People Mover (APM) システムである。
当システムは、国内線出発、チェックイン、手荷物受取所および関税のためのターミナル3-Cと、国際線出発のためのターミナル3-Eを連絡している。
当システムは、6分ごとに各方向への列車運行が1本あり、2 – 3分で2km (1.2mi)の距離を移動する。

## 鉄道車両
当システムでは、ボンバルディア製Innovia APM 100車両を使用している。
路線上の車両は、最大速度55 km/h (34 mph)で運行されている。